# XIIe législature du royaume d'Italie

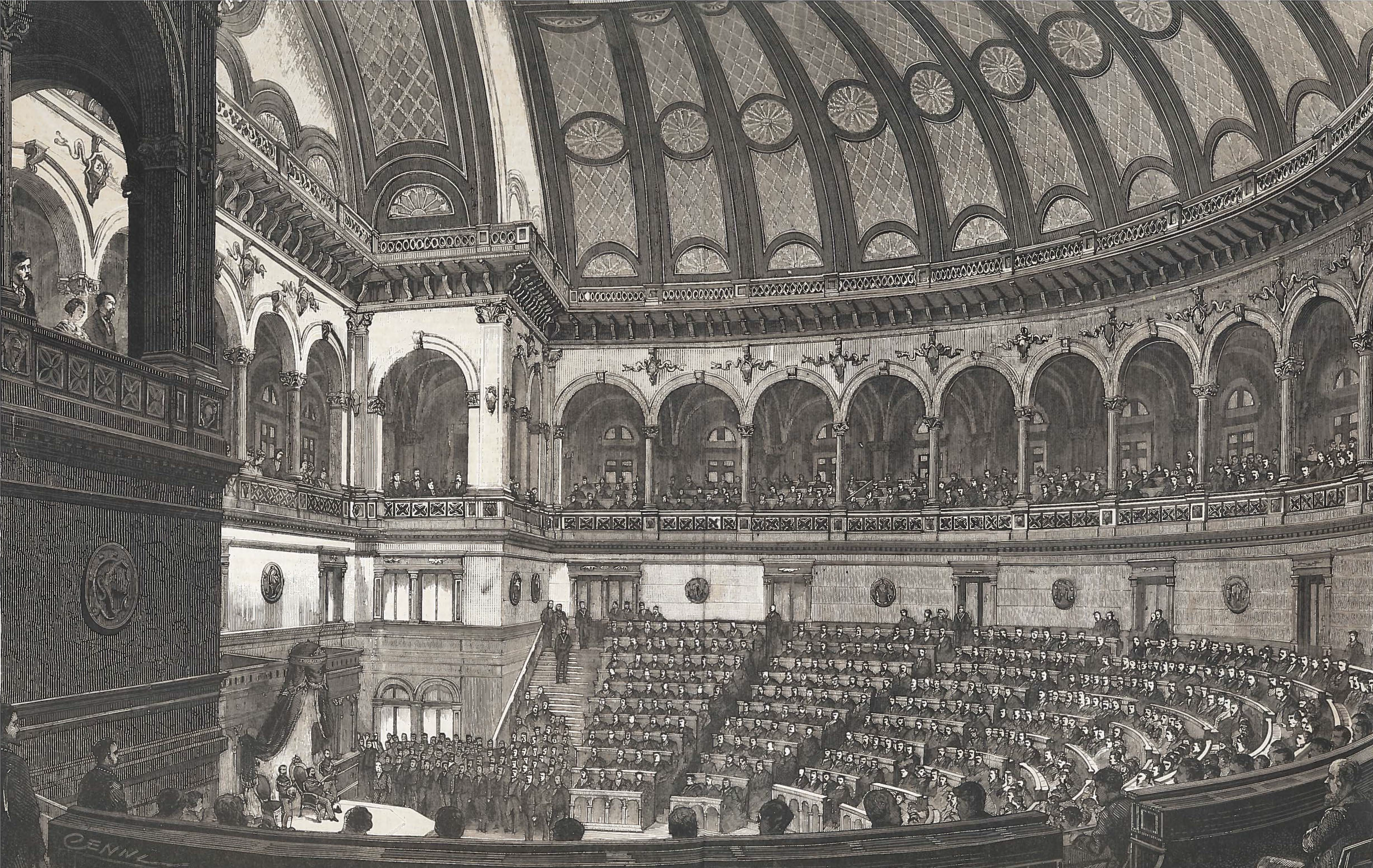
Inauguration de la XIIe législature par le roi Victor-Emmanuel II de Savoie

La XIIe législature du royaume d'Italie (en italien : La XII Legislatura del Regno d'Italia) est la législature du royaume d'Italie qui a été ouverte le 23 novembre 1874 et qui s'est fermée le 3 octobre 1876. 

## Gouvernements
- Gouvernement Minghetti II
  - Du 10 juillet 1873 au 25 mars 1876
  - Président du conseil des ministres : Marco Minghetti (Droite historique)
- Gouvernement Depretis I
  - Du 25 mars 1876 au 25 décembre 1877
  - Président du conseil des ministres : Agostino Depretis (Gauche historique)

## Président de la chambre des députés
- Giuseppe Biancheri
  - Du 23 novembre 1874 au 3 octobre 1876

## Président du sénat
- Luigi des Ambrois de Névache
  - Du 23 novembre 1874 au 3 décembre 1874
- Giuseppe Pasolini
  - Du 3 décembre 1874 au 3 octobre 1876